# أل جاكسون جونيور
أل جاكسون جونيور (بالإنجليزية: Al Jackson Jr) هو كاتب أغاني وطبال ومنتج أسطوانات أمريكي، ولد في 27 نوفمبر 1935 في ممفيس في الولايات المتحدة، وتوفي بنفس المكان في 1 أكتوبر 1975.

## وصلات خارجية
- أل جاكسون جونيور على موقع الموسوعة البريطانية (الإنجليزية)
- أل جاكسون جونيور على موقع ميوزك برينز (الإنجليزية)
- أل جاكسون جونيور على موقع أول ميوزيك (الإنجليزية)
- أل جاكسون جونيور على موقع ديسكوغز (الإنجليزية)